# Old Boyfriends - Il compagno di scuola
Old Boyfriends - Il compagno di scuola è un film diretto da Joan Tewkesbury (già sceneggiatrice di Nashville di Robert Altman) e interpretato da Talia Shire, Keith Carradine e John Belushi.
Fu presentato alla Quinzaine des Réalisateurs del 32º Festival di Cannes.

## Trama
Dianne Cruise è una psicologa clinica che soffre di una crisi di identità e alle prese con il suo matrimonio. Nel tentativo di conoscere se stessa, Dianne intraprende un viaggio per riprendere i rapporti con tre dei suoi vecchi fidanzati.
La sua prima tappa è in Colorado, dove appare sul set di un film documentario che il suo ragazzo del college, Jeff Turin, sta girando. È una campagna pubblicitaria per un politico di stato. Protagonista dello spot è Sam il Pescatore, che critica l'avversario politico per le politiche che portano all'inquinamento dei torrenti. Sul set Sam il Pescatore flirta con Cruise. Al termine delle riprese della pubblicità, Cruise si unisce al cast e alla troupe in un bar, dove Sam tenta di nuovo di sedurre Cruise, senza successo. Turin e Cruise iniziano a parlare e decidono di incontrarsi di nuovo la notte successiva nel parcheggio.

Si incontrano di nuovo la notte successiva e tornano all'hotel di Cruise, dove fanno sesso. Entrambi si dicono che sono sposati, ma Cruise in seguito dice a Turin che suo marito si è suicidato. Turin a sua volta, rivela a Cruise che sua moglie lo ha lasciato e vive con un artista in Canada. Dopo una breve relazione, Cruise parte senza salutare Turin.
La seconda destinazione è Minneapolis, dove trova il suo ragazzo del liceo, Eric Katz (John Belushi), che ha avviato un'attività di abbigliamento formale e fa parte di una band che suona nei balli del liceo e frequenta tristi salotti d'albergo. Lo contatta chiedendo che un vestito formale le venga consegnato per una conferenza a cui sta partecipando. Quando Katz appare nella sua stanza d'albergo, si rende conto che Cruise è la sua ex ragazza e la invita a vedere due dei suoi spettacoli. Tenta di sedurla ma lei inizialmente rifiuta. Dopo il secondo spettacolo, in una palestra del liceo, Cruise accetta di andare a letto con Katz. Guidano con la sua auto verso una vedetta panoramica. Cruise chiede a Katz di fingere di costringerla a fare sesso, rievocando un episodio della loro relazione al liceo in cui l'ha persuasa a fare sesso e poi successivamente se ne è vantato con i suoi amici e l'ha umiliata. Mentre fa credere a Katz che stanno per fare sesso, Cruise fa scendere Katz dalla sua macchina e poi se ne va, lasciandolo sulla strada senza pantaloni, vendicando così il precedente trattamento a cui Katz la aveva sottoposta.
Nel frattempo, il suo ragazzo del college, Turin, assume un investigatore privato, Art Kopple, per trovare Cruise. Mentre sono nell'ufficio di Kopple, lui fa alcune telefonate riuscendo a trovare i recapiti del lavoro e di casa di Cruise. Turin va alla clinica dove lavora Cruise e viene informata dal suo capo che se n'è andata bruscamente e che suo marito, David Brinks, è ancora vivo e non si è suicidato. Turin fa poi visita a Brinks.
La terza destinazione di Cruise è una piccola città, dove cerca di rintracciare il suo primo ragazzo. Si registra in un hotel dall'altra parte della strada rispetto alla casa d'infanzia dell'ex fidanzato. Cruise bussa alla porta e incontra il fratello minore e la madre del suo ex ragazzo. Il fratello minore, Wayne Van Til (Keith Carradine), informa Cruise che il suo ex fidanzato è stato ucciso in Vietnam.

La madre confida a Cruise che Wayne è stato danneggiato dalla morte del fratello maggiore, vive ancora a casa, non ha lavoro e non ha amici.

Cruise si offre di lavorare con Wayne e aiutarlo a riprendersi dal trauma emotivo della morte di suo fratello maggiore, ma tuttavia, vengono coinvolti sessualmente, il che ha un effetto negativo sulla salute emotiva di Wayne e porta al suo nuovo ricovero. Dopo essere stata rimproverata dalla madre di Wayne, Cruise va in ospedale e incontra lo psichiatra di Van Til, il dottor Hoffman, il quale la condanna per aver inflitto angoscia emotiva a Wayne.
Alla fine del film, Turin affronta Cruise a casa sua e si riuniscono in coppia.

## Distribuzione
Il film uscì il 13 aprile 1979. In Italia il film è stato distribuito anche con altri titoli, tra cui: Primo amore e Vecchi amori.